# František Štverák
František Štverák (5. března 1909 Hrádek u Vlašimi – 20. srpna 1956 Městec Králové) byl český římskokatolický diecézní kněz, odbojář za druhé světové války a oběť komunistického režimu 20. století.

## Životopis (do konce 2. sv. války)

### Mládí a studium
František Štverák se narodil 5. března 1909 v učitelské rodině v Hrádku u Vlašimi. Po absolvování obecné školy pokračoval na reálném gymnáziu v Benešově, které ukončil maturitou v červnu 1928. Téhož roku nastoupil na Katolickou teologickou fakultu Univerzity Karlovy a stal se alumnem česko-německého semináře v Praze-Dejvicích.

### Kněžské svěcení a pastorační působení
Na kněze byl vysvěcen 29. června 1933 pomocným biskupem pražské arcidiecéze Antonínem Eltschknerem. Svou primici sloužil 2. července 1933 v Třeboradicích. Po tříměsíční vojenské službě v hodnosti poručíka duchovní služby začal pracovat jako kaplan v Kostelci nad Labem. Postupně působil jako kaplan v Mýtu u Rokycan (1936), Českém Brodě (1937) a od března 1938 jako farář ve Chvalech.

### Obrana národa
Po okupaci Čech, Moravy a Slezska fašistickým Německem se Štverák zapojil do vojenské ilegální odbojové organizace Obrana národa. Od května 1939 se podílel na přepravě bývalých důstojníků československé armády k hranicím a na diverzních akcích. Pracoval především jako automobilová spojka a přechovával zbraně na chvalské faře.

### První zatčení
Poprvé byl zatčen Gestapem 29. září 1939 za odmítnutí vyzvánět na oslavu dobytí Varšavy. Po výslechu byl propuštěn s pokutou 10 000 K. Druhé zatčení následovalo 22. května 1940 v souvislosti s odposlechnutým telefonním rozhovorem.

### Věznění v nacistických táborech
- Věznice Pankrác (květen–červenec 1940): Prodělal šestnáct výslechů, byl mučen v temnici
- Malá pevnost Terezín (červenec–srpen 1940): Pracoval ve stavebním komandu
- Koncentrační tábor Dachau (srpen–září 1940): Přidělen do trestné kompanie (Straf-Kompagnie)
- Koncentrační tábor Sachsenhausen (září 1940–červen 1942): Pracoval v botovém komandu a lomu, přežil pokus o zastřelení "na útěku"
- Koncentrační tábor Dachau (červen 1942–duben 1945): Druhý pobyt až do osvobození v koncentračních táborech prokázal jeho mimořádnou odvahu a solidaritu se spoluvězni. V Dachau podstoupil trest namísto polského kněze Józefa Sosina, čímž mu zachránil život. František Štverák přežil epidemie břišního tyfu a též „vědecké“ experimenty nacistů.

## Poválečné období

### Návrat do duchovní správy
Po osvobození se 21. května 1945 vrátil do vlasti a znovu se stal chvalským farářem. Byl také jmenován vikariátním sekretářem a později arcibiskupským notářem a komisařem Ordinariátu Praha.

### Svědek u soudu v Dachau
V říjnu 1945 svědčil u amerického vojenského tribunálu při procesu s válečnými zločinci z koncentračního tábora Dachau.

## Perzekuce komunistickým režimem

### Zatčení a věznění
Dne 15. června 1949 byl zatčen Státní bezpečností v rámci akcí proti katolické církvi. Během výslechů byl obviňován z vatikánské špionáže a protistátní činnosti. Státní soud v Praze ho 25. ledna 1951 v procesu „Pícha a společníci“ odsoudil za „sdružování proti státu“ k 20 měsícům vězení.

### Internace
Po odpykání trestu byl přesunut do tábora nucených prací v Želivu, kde byl internován bez soudu společně s dalšími katolickými duchovními. Odmítl spolupráci se Státní bezpečností. Ze zdravotních důvodů byl propuštěn 4. června 1954.

## Smrt a odkaz
František Štverák zemřel 20. srpna 1956 ve věku 47 let na následky infarktu v nemocnici v Městci Králové. Byl pochován na hřbitově v Kostelci nad Labem. V roce 1990 byl plně rehabilitován.

### Vyznamenání
- Československý válečný kříž
- Medaile Za chrabrost před nepřítelem I. stupně
- Medaile ministerstva vnitra
- Vyznamenání Svazu osvobozených politických vězňů

### Chvaly
Dne 15. června 1992 byla odhalena pamětní deska na fasádě hlavní lodi kostela sv. Ludmily ve Chvalech v Horních Počernicích. Na desce je nápis: "ZDE PŮSOBIL V LETECH 1937–1949 / P. FRANTIŠEK ŠTVERÁK / VIKÁŘ A ARCIBISKUPSKÝ NOTÁŘ / VĚZEŇ DVOU TOTALIT / 1940–1945 PANKRÁC, TEREZÍN, SACHSENHAUSEN, ORANIENBURG, DACHAU / 1949–1954 PANKRÁC, VALDICE, RUZYNĚ, HÁJEK, ŽELIV".

### Hrádek
Dne 3. července 2011 byla odhalena pamětní deska v rodném Hrádku. Na desce z červené žuly umístěné na podstavci plastiky Krista na kříži je úryvek z básně Jana Zahradníčka: 
„BYLA JICH HRSTKA

ZROVNA JAK ZRNÍ V HLÍNĚ

SPRAVEDLIVÝCH A MILOSRDNÝCH

A TOUTO SETBOU SE OBROZOVALA ZEM

VŽDYCKY TOMU TAK BYLO

VŽDYCKY TOMU TAK BUDE
 JAN ZAHRADNÍČEK / PAMÁTCE / P. FRANTIŠKA ŠTVERÁKA / 1909–1956 / KATOLICKÉHO KNĚZE A VLASTENCE / NAROZENÉHO A POKŘTĚNÉHO NA HRÁDKU / ODPŮRCE A VĚZNĚ NACISMU A KOMUNISMU / L. P. 2011".

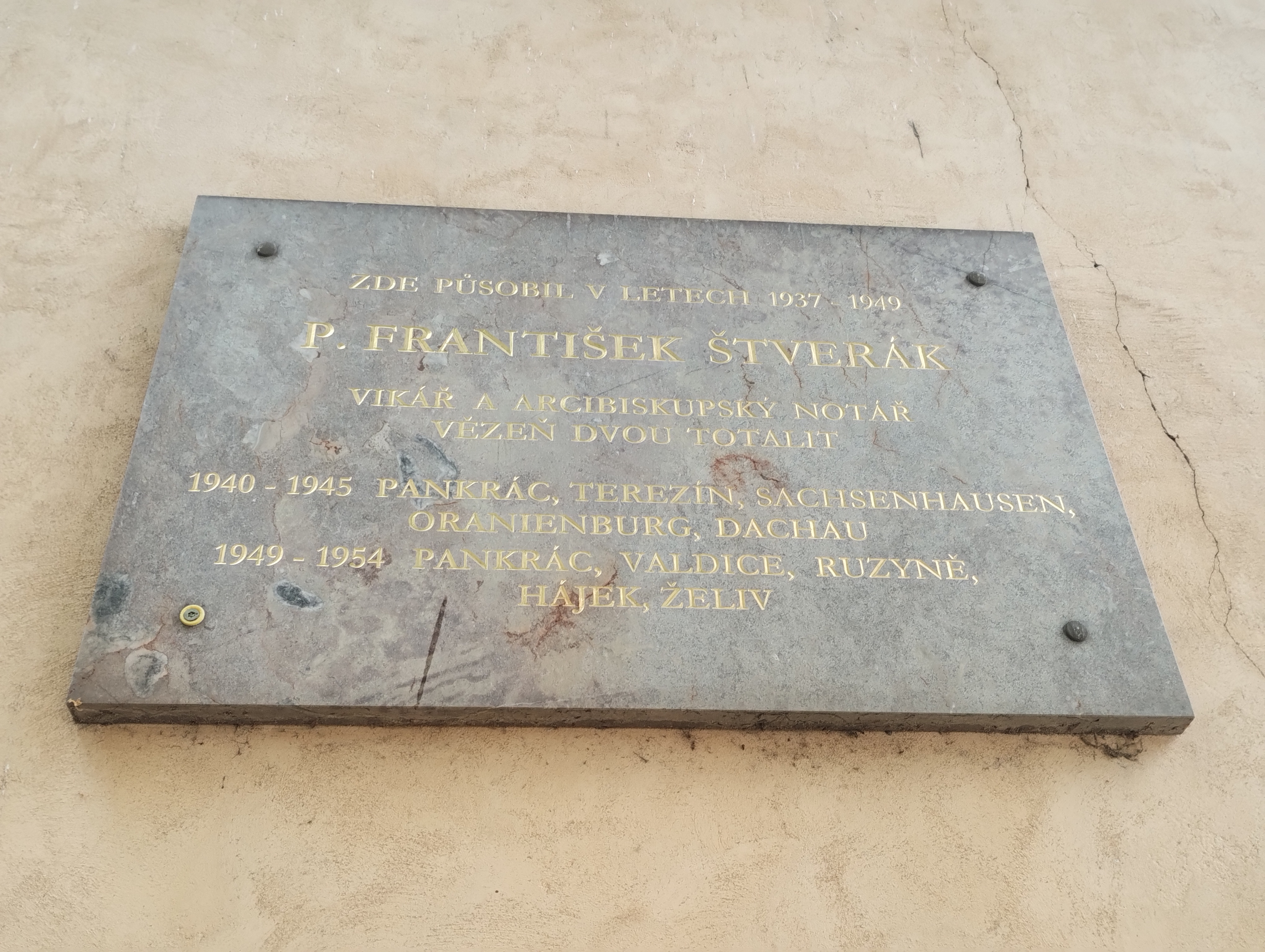
Pamětní deska na kostele svaté Ludmily ve Chvalech v Horních Počernicích
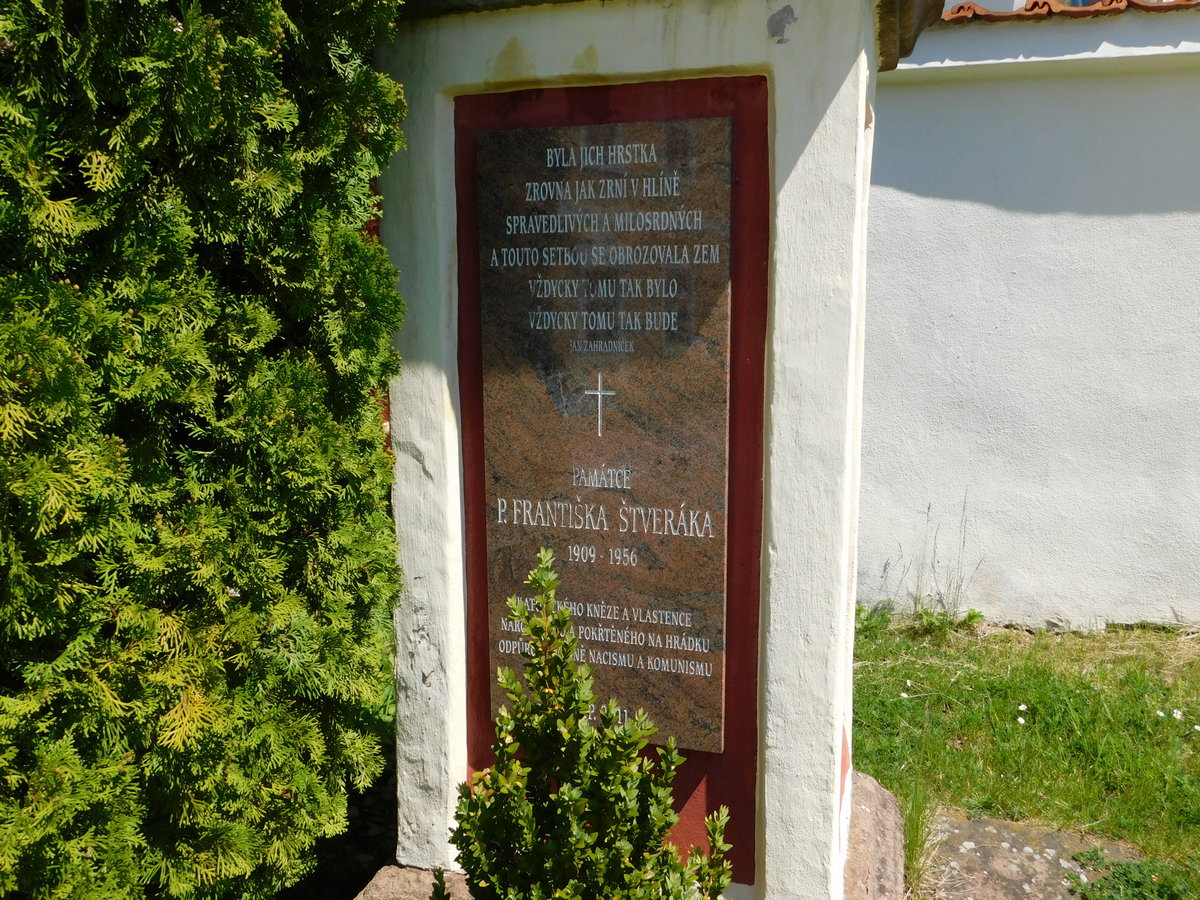
Pamětní deska Františku Štverákovi v Hrádku